# Asano-gumi

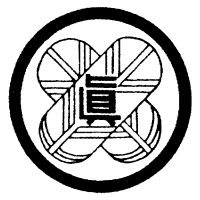
Emblema dell'organizzazione nota come Asano-gumi

Asano-gumi (浅野組) è un'organizzazione criminale appartenente alla yakuza con sede a Okayama, in Giappone. Riconosciuto ufficialmente come gruppo mafioso, conta circa 60 membri attivi.

## Storia
L'organizzazione nota come Asano-gumi nacque nel 1945 come organizzazione di tipo bakuto (specializzata nel gioco d'azzardo), con il nome di Oyama-ikka (大山一家, "Famiglia Oyama"), fondata da Kunio Oyama. Dopo il ritiro di Oyama, nell'aprile del 1952 il gruppo venne riorganizzato sotto la guida di Shin'ichi Asano, assumendo il nome attuale di Asano-gumi. Nel settembre del 1983, Yoshiaki Kushida ne divenne il nuovo capo.

## Situazione attuale
Fin dalla sua fondazione, l'Asano-gumi ha mantenuto la propria base operativa a Kasaoka, nella prefettura di Okayama.
Nel corso della seconda metà del XX secolo, il gruppo è stato coinvolto in scontri violenti con altre organizzazioni criminali rivali, in particolare con la Yamaguchi-gumi e la Kyodo-kai. Un episodio particolarmente rilevante si è verificato nel 1987 a Kurashiki, quando membri dell'Asano-gumi uccisero a colpi d’arma da fuoco due affiliati della Yamaguchi-gumi, in risposta a un'aggressione precedente compiuta da quest’ultima con coltelli da cucina contro due membri dell'Asano-gumi.
Dal 1996, l'Asano-gumi fa parte di una federazione anti-Yamaguchi chiamata Gosha-kai, formata da cinque organizzazioni: oltre all’Asano-gumi, ne fanno parte la Kyosei-kai, la Kyodo-kai, la Goda-ikka (tutte con sede nella regione del Chugoku) e la Shinwa-kai, attiva nella regione dello Shikoku.